# عدوية (فلم)
عدوية هو فيلم موسيقي مصري من إخراج كمال صلاح الدين (وهو أول فيلم يخرجه) وبطولة محمد رشدي، ناهد شريف، حمدي أحمد، عبد العليم خطاب، نعيمة الصغير وناهد يسري، صدر الفيلم في 19 سبتمبر 1968.
اسم الفيلم مأخوذ من أغنية عدوية لبطل الفيلم محمد رشدي، الذي قام بوضعها ضمن أحداثه.

## القصة
يرفض الأب زواج ابنته من الشاب الذي تحبه، لأنه بلا عمل، لينتهي به المطاف أن يلتحق بمركز التدريب المهني ويوجهه مدير المركز لدراسة الموسيقى والغناء لما يتمتع به صوت جميل، ليشتهر ويطلب الزواج من حبيبته مرة أخرى، ليرفض الأب للمرة الثانية، وتتصاعد الأحداث.

## طاقم العمل
- محمد رشدي بدور محمد أدهم
- ناهد شريف بدور عدوية
- حمدي أحمد بدور عبد الصمد
- عبد العليم خطاب بدور الحاج حسين - والد عدوية
- نعيمة الصغير بدور كريمة والدة عدوية
- ناهد يسري بدور سميرة

## وصلات خارجية
- مقالات تستعمل روابط فنية بلا صلة مع ويكي بيانات